# Troglohyphantes diurnus
Troglohyphantes diurnus är en spindelart som beskrevs av Josef Kratochvíl 1932. Troglohyphantes diurnus ingår i släktet Troglohyphantes och familjen täckvävarspindlar. Inga underarter finns listade i Catalogue of Life.